# Устивицька сільська рада
Устивицька сільська́ ра́да — сільська рада, територія якої належить до складу Великобагачанського району Полтавської області, Україна. Центром сільради є село Устивиця. Утворена у 1917 році.
Населення сільради 2 246 осіб.

## Населені пункти
- село Устивиця
- село Грянчиха
- село Дакалівка
- село Підлуки
- село Псільське